# Episodi di Vita da strega (seconda stagione)
Questa voce contiene trame, dettagli e crediti dei registi e degli sceneggiatori della seconda stagione della serie televisiva Vita da strega.
Negli Stati Uniti, la serie andò in onda sulla ABC dal 16 settembre 1965 al 9 giugno 1966.
In italiano, solo 9 episodi della stagione furono trasmessi da Telemontecarlo dal 9 al 17 febbraio 1979.
| nº | Titolo originale                                  | Titolo italiano                         | Prima TV USA      | Prima TV Italia  |
| -- | ------------------------------------------------- | --------------------------------------- | ----------------- | ---------------- |
| 1  | Alias Darrin Stephens                             | Alias Darrin Stephens                   | 16 settembre 1965 | 9 febbraio 1979  |
| 2  | A very special delivery                           | Una consegna molto speciale             | 23 settembre 1965 |                  |
| 3  | We're in for a bad spell                          | Siamo in un brutto incantesimo          | 30 settembre 1965 |                  |
| 4  | My grandson the warlock                           | Mio nipote, uno stregone                | 7 ottobre 1965    |                  |
| 5  | The joker is a card                               | Il jolly è una carta                    | 14 ottobre 1965   |                  |
| 6  | Take two aspirin and half a pint of porpoise milk | Due aspirine e un esorcismo             | 21 ottobre 1965   | 10 febbraio 1979 |
| 7  | Trick or treat                                    |                                         | 28 ottobre 1965   |                  |
| 8  | The very informal dress                           | Il vestito molto informale              | 4 novembre 1965   |                  |
| 9  | And then I wrote                                  | E poi ho scritto                        | 11 novembre 1965  |                  |
| 10 | Junior executive                                  | Junior executive                        | 18 novembre 1965  |                  |
| 11 | Aunt Clara's old flame                            | Una vecchia fiamma della zia Clara      | 25 novembre 1965  |                  |
| 12 | A strange little visitor                          | Uno strano piccolo ospite               | 2 dicembre 1965   |                  |
| 13 | My boss the teddy bear                            | Il mio capo l'orsacchiotto              | 9 dicembre 1965   | 11 febbraio 1979 |
| 14 | Speak the truth                                   | Parla la verità                         | 16 dicembre 1965  |                  |
| 15 | A vision of sugar plums                           | Una visione di prugne zuccherose        | 23 dicembre 1965  |                  |
| 16 | The magic cabin                                   | La cabina magica                        | 30 dicembre 1965  |                  |
| 17 | Maid to order                                     | Una cameriera rifinita                  | 6 gennaio 1966    | 12 febbraio 1979 |
| 18 | And then there were three                         | Ed ora siamo in tre                     | 13 gennaio 1966   | 13 febbraio 1979 |
| 19 | My baby the tycoon                                | Mia figlia capitalista                  | 20 gennaio 1966   | 14 febbraio 1979 |
| 20 | Samantha meets the folks                          | Samantha incontra i suoceri             | 27 gennaio 1966   |                  |
| 21 | Fastest gun on Madison Avenue                     | La più veloce pistola su Madison Avenue | 3 febbraio 1966   |                  |
| 22 | The dancing bear                                  | L'orso ballerino                        | 10 febbraio 1966  | 15 febbraio 1979 |
| 23 | Double date                                       | Doppio appuntamento                     | 17 febbraio 1966  |                  |
| 24 | Samantha the dressmaker                           | Samantha la sarta                       | 24 febbraio 1966  |                  |
| 25 | The horse's mouth                                 | Parola di cavallo                       | 3 marzo 1966      | 16 febbraio 1979 |
| 26 | Baby's first paragraph                            | Il bambino, paragrafo primo             | 10 marzo 1966     |                  |
| 27 | The leprechaun                                    | La sfera di cristallo                   | 17 marzo 1966     |                  |
| 28 | Double split                                      | Doppia divisione                        | 24 marzo 1966     |                  |
| 29 | Disappearing Samantha                             | Samantha scompare                       | 7 aprile 1966     |                  |
| 30 | Follow that witch (1a pt.)                        | Segui quella strega (1a pt.)            | 14 aprile 1966    |                  |
| 31 | Follow that witch (2a pt.)                        | Segui quella strega (2a pt.)            | 21 aprile 1966    |                  |
| 32 | A bum raps                                        | Un brutto raffreddore                   | 28 aprile 1966    |                  |
| 33 | Divided he falls                                  | La divisa che cade                      | 5 maggio 1966     |                  |
| 34 | Man's best friend                                 | Il migliore amico dell'uomo             | 12 maggio 1966    |                  |
| 35 | The catnapper                                     | La catapecchia                          | 19 maggio 1966    |                  |
| 36 | What every young man should know                  | Ciò che ogni giovanotto dovrebbe sapere | 26 maggio 1966    | 17 febbraio 1979 |
| 37 | The girl with the golden nose                     | La ragazza con il naso d'oro            | 2 giugno 1966     |                  |
| 38 | Prodigy                                           | Prodigio                                | 9 giugno 1966     |                  |